# Тракмобиль

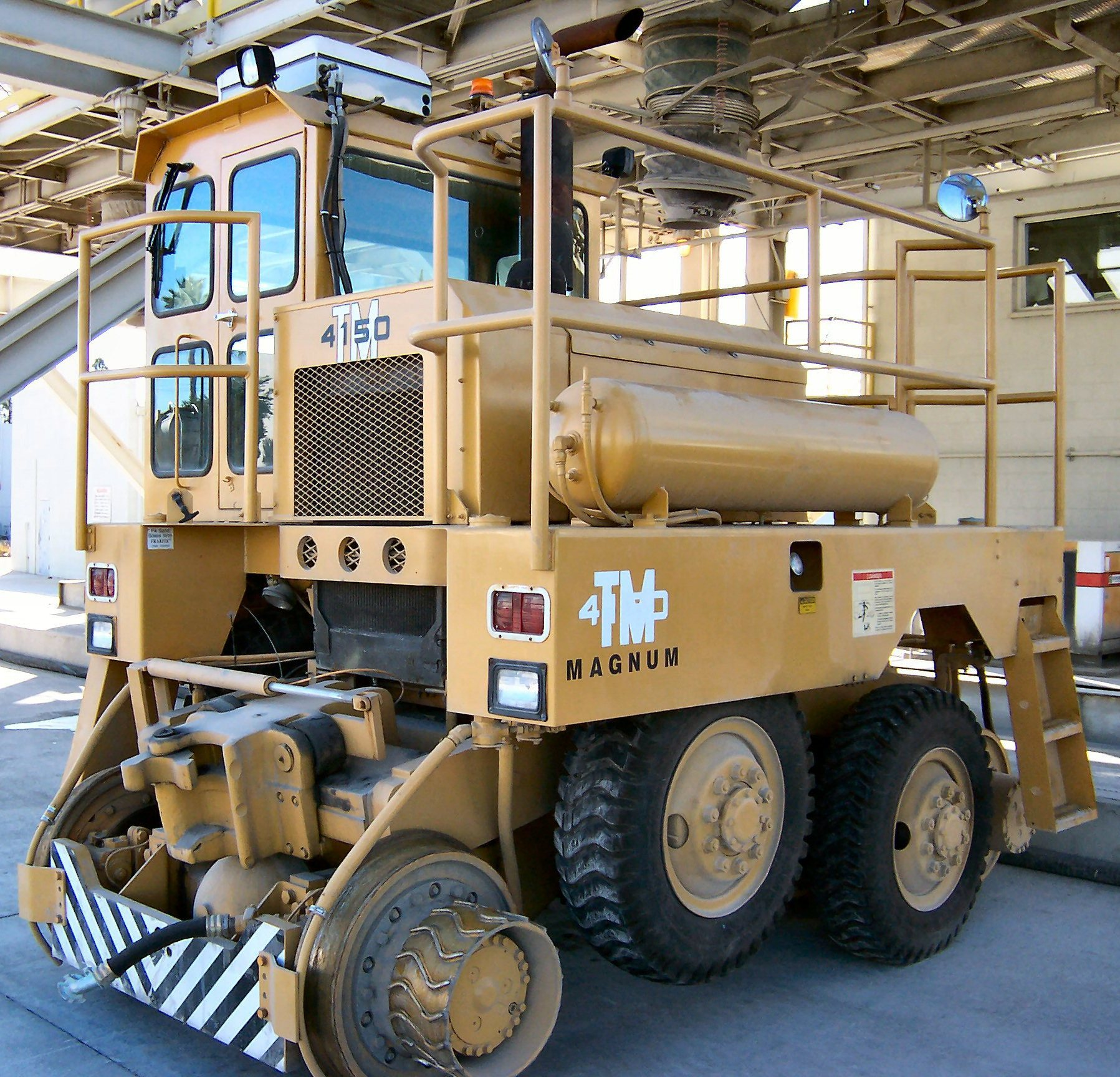
Trackmobile 4150 Magnum

Tракмобиль (англ. Trackmobile) — модельный ряд самодвижущихся машин, выполняющих транспортные работы с вагонами, перемещающихся между железнодорожными путями на пневматических колёсах и использующих увеличение сцепного веса за счёт переноса части веса вагона на собственные оси. Производится компанией Trackmobile,LLC в США. Тракмобиль стал первым в мире выпускаемым серийно специализированным маневровым устройством (вагонным тягачом) на комбинированном автомобильно-железнодорожном ходу.
В 1947 году бывший лётчик ВМС США Маршалл Хартелиус (англ. Marshall Hartelius) от руководства завода, где он работал, получил задание — решить проблему вывода локомотива из тупика, постоянно попадавшего туда при перемещении вагонов. Оснастив локомотив пневмоколёсами, Marshall не смог добиться положительных результатов. Им завладела идея — создать машину, достаточно лёгкую для дорожного движения и тяжелую для перемещения вагонов. Он придумал концепцию переноса веса вагона на небольшую самодвижущуюся железнодорожную тележку, имеющую подъёмные пневмоколёса.
Прототип был построен в 1948 году и получил название Mule. На испытаниях этот агрегат был всемерно одобрен и немедленно стал работать на заводе Whiting.
В один из дней 1950 года Маршалл заинтересовался, нуждаются ли другие предприятия в подобной технике. Он погрузил Mule на прицеп своего автомобиля и отправился в поездку по всей стране, демонстрируя преимущества мобильного тягача. С тех пор уже более 10 000 единиц техники марки Trackmobile в 54 странах мира введены в эксплуатацию.
В настоящее время компания производитель Trackmobile выпускает три вида мобильных тяговых агрегатов: «Viking», «Hercules», «Titan». На базе этих моделей выпускаются модификации: с уменьшенными габаритами (для метрополитена); с усиленной теплоизоляцией и увеличенным весом (для сталелитейной промышленности); с колеёй разной ширины (для разных стран); с различными сцепными устройствами (для России — СА-3). Расположен завод в городе Лагранж в штате Джорджия.
Силовая установка состоит из дизельного двигателя марки Cummins (различной мощности) и обеспечивающих его работу устройств. В силовую передачу входят трансмиссия марки Funk (различных моделей) с гибкой пластинчатой муфтой привода гидротрансформатора, редуктор, усиленные карданные передачи. На специально спроектированных для компании Trackmobile ведущих мостах, установлены мощные планетарные редукторы с механической блокировкой дифференциала. Привод дорожных колёс происходит за счёт сцепления беговой дорожки протектора со специальным выступом (барабаном) на ступице железнодорожного колеса. Привод автоматически отключается при работе на железнодорожном режиме.
В автомобильном режиме используется гидравлический усилитель рулевого управления. Тракмобили оборудованы светосигнальными приборами для езды по автомобильным дорогам. Железнодорожные колёса фланцевые (сменные), диаметром 686,5 мм.
Для предотвращения боксования установлены 8 песочных форсунок.
Воздушная система Тракмобилей состоит из роторно-винтового воздушного компрессора Ingersol Rand (производительностью 47,195 куб.дм/сек) с моторесурсом в 30000 часов непрерывной работы, сепаратора-маслоотделителя, влагоотделителя, баков ресиверов, приборов и датчиков контроля, крана машиниста и концевых рукавов.
Гидросистема постоянного давления с поршневым насосом. Имеет центрально расположенный, управляемый электроникой моноблочный тарельчатый обратный клапан.
Кабина полностью закрытая, оснащена кондиционером и обогревателем. Имеет 2 двери на палубу машины. Из кабины обеспечивается обзор на 360 градусов.
|                          | VIKING           | вес 15585 кг     | HERKULES         | вес 16202 кг     | TITAN                  | вес 23065 кг           |
| тяговые усилия, тнс      | 11,149           | 11,149           | 12,006           | 12,006           | 13,34                  | 13,34                  |
| двигатель, л.с.          | QSB-4.5 130 л.с. | QSB-4.5 130 л.с. | QSB-6.7 165 л.с. | QSB-6.7 165 л.с. | QSB-6.7 турбо 260 л.с. | QSB-6.7 турбо 260 л.с. |
|                          |                  |                  |                  |                  |                        |                        |
| колесная база, мм        | на ж-д           | на автодороге    | на ж-д           | на автодороге    | на ж-д                 | на автодороге          |
|                          | 3073             | 1505             | 3226             | 1611             | 3792                   | 2096                   |
| длина, мм (по краю СА-3) | 5340             | 5340             | 5800             | 5800             | 6430                   | 6430                   |
| ширина, мм               | 3111             | 3111             | 3114             | 3114             | 3124                   | 3124                   |
| высота, мм               | 5340             | 5340             | 5800             | 5800             | 6430                   | 6430                   |
|                          |                  |                  |                  |                  |                        |                        |
| скорость, км/ч           | на ж-д           | на автодороге    | на ж-д           | на автодороге    | на ж-д                 | на автодороге          |
| 1                        | 3,9              | 2,4              | 3,9              | 2,4              | 3,9                    | 2,4                    |
| 2                        | 6,4              | 4,0              | 6,4              | 4,0              | 6,4                    | 3,2                    |
| 3                        | 12,9             | 8,2              | 12,9             | 8,2              | 12,9                   | 6,4                    |
| 4                        | 22,5             | 14,0             | 21,9             | 14,0             | 22,5                   | 12,8                   |

Trackmobile не является единственным производителем данного типа мобильных вагонных тягачей. Их также производят Rail King и Shuttlewagon в США, в Италии Zephir.
Автомобильная техника использующая опускающиеся катки и без переноса веса: Unimog в Германии, в Беларуси Локомобиль — тяговый модуль вагонов (ТМВ). В России можно встретить модернизированную технику на базе серийных автомобилей — Автомобильно-железнодорожное транспортное средство. Выпускаются также и аккумуляторные тягачи.